# Франц Амтманн
Франц Амтманн (нім. Franz Amtmann; *28 листопада 1793, Оломоуць — †1851, Жидачів) — богослов і педагог, професор Львівського університету (1838—1851), римо-католицький священник.

## Життєпис
Народився 28 листопада 1793 року в чеському місті Оломоуц. Походив з німецького роду.

### Викладацька кар'єра
1820–1838 — професор релігії (для студентів римо-католиків) і педагогіки на філософських студіях у Чернівцях.
1838-1851 — професор релігії і педагогіки на філософському факультеті Львівського університету.
1849–1850 — декан філософського факультету.
1850–1851 — продекан філософського факультету.

### Церковна кар'єра
Почесний канонік Львівської римо-католицької митрополії.
1851 — отримав парохію в місті Жидачів. Того ж року помер, похований у Жидачеві.
Наукових праць не залишив.

## Спогади сучасників
Історик Львівського університету Людвіґ Фінкель писав про нього так:
|  | Неширокої ерудиції і нешвидкого розуму, о. Амтманн прихиляв студентів добрим серцем і щирою релігійністю. Водночас, був запальний і часто конфліктував зі студентами, але за його педантизмом останні проглядали справжню християнську любов, а тому пробачали йому хвилеві, хоч і болісні, образи.. |